# پیرجورجیو ولبی

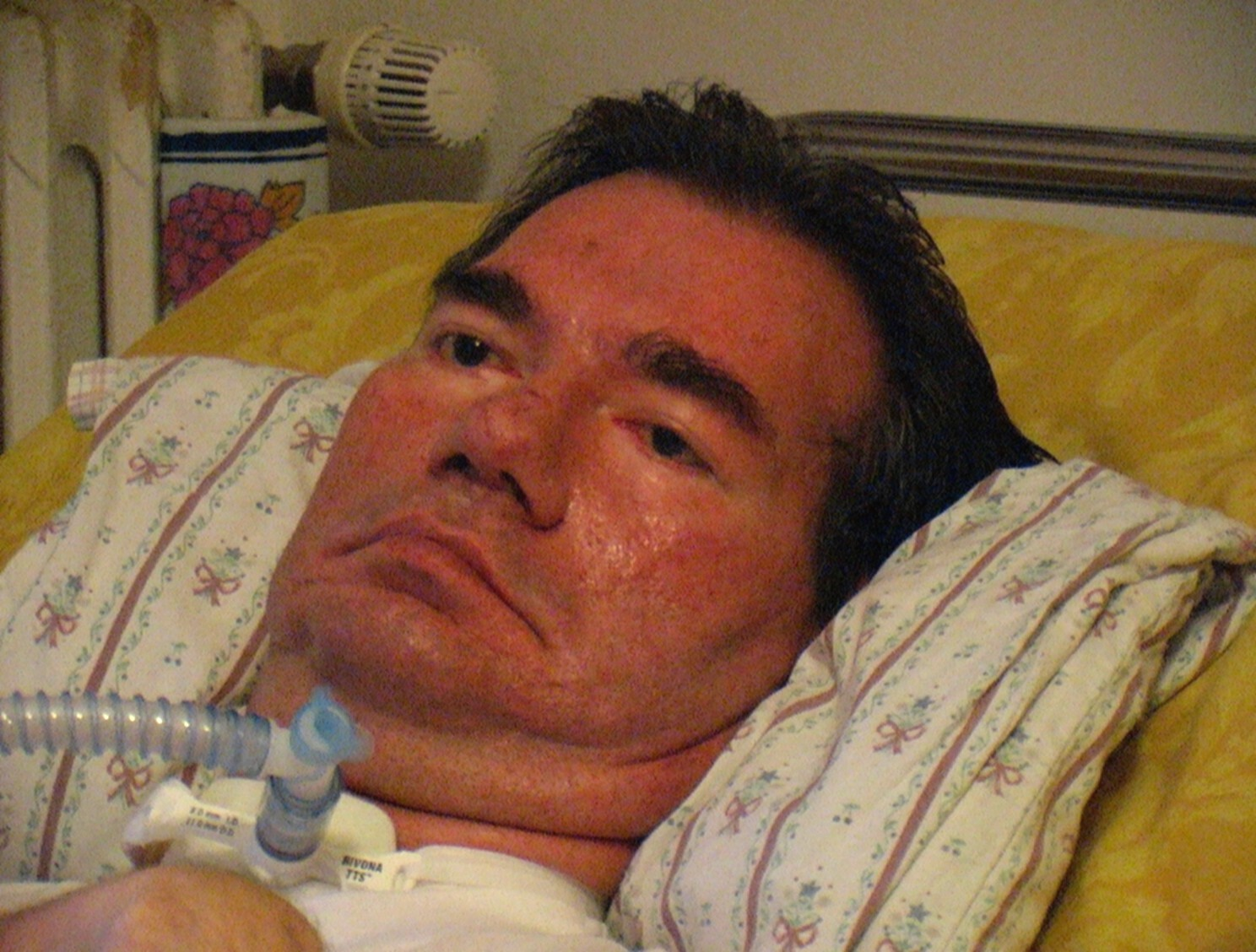
پیرجورجیو ولبی، شاعر و فعال اجتماعی - ۲۰۰۶

پیرجورجیو ولبی (Piergiorgio Welby؛ ۲۶ دسامبر ۱۹۴۵ – ۲۰ دسامبر ۲۰۰۶) شاعر، نقاش و فعال اجتماعی ایتالیایی بود که به خاطر وخامت اوضاع بیماری‌اش اقدام به اتانازی کرد و برای به‌دست آوردن این حق مرگ سه ماه مبارزه نمود. مبارزهٔ او منجر به مباحثات زیادی دربارهٔ اتانازی در کشورش شد. او در نوجوانی به دیستروفی ماهیچه‌ای مبتلا شد و با پیشرفت بیماری، تنفس عادی برایش امکان‌پذیر نبود.